# Приворотень каменелюбний
Приворотень каменелюбний (Alchemilla lithophila Juz.) — багаторічна рослина роду приворотень (Alchemilla), родини розові (Rosaceae).

## Ботанічний опис
Стебла прямостоячі, 10-25 см заввишки.
Прикореневі листки складчасті, лопаті майже трикутні, з короткими надрізами, кожна з 5-9 дрібними гострими зубцями.

## Поширення
В Україні поширений у Криму, росте на скелях та кам'янистих схилах.